# Harald Bosio
Harald Bosio, né le 2 janvier 1906 et mort le 2 décembre 1980, est un spécialiste autrichien du combiné nordique. Il est aussi fondeur et sauteur à ski.

## Résultats

### Jeux olympiques d'hiver
| Épreuve / Édition  | St-Moritz 1928 | Lake Placid 1932 | Garmisch-Partenkirchen 1936 |
| Saut à ski         | 29e            | Abandon          | -                           |
| Combiné nordique   | -              | 29e              | -                           |
| Ski de fond 18 km  | -              | 21e              | 28e                         |
| Ski de fond Relais | -              | -                | 8e                          |

### Championnats du monde de ski nordique
- Championnats du monde de ski nordique 1933 à Innsbruck 
  -  Médaille de bronze.

### Championnats d'Autriche
- En ski alpin, Harald Bosio termine 4e lors des championnats d'Autriche 1934 (de).
- En ski de fond (de), Harald Bosio remporte le titre dans le 16 km en 1928 et en 1932.
- En combiné nordique, il remporte le titre en 1928 et en 1931[1].